# Leptir bomba
Ovde će biti opisane 2 vrste kasetnih leptir bombi, prva je SD-2 Nemačke proizvodnje, kao i njena verna kopija M83 Američke proizvodnje. Tako da može u jednom članku da se vidi u čemu su razlike ove dve bombice.
SD 2 (Butterfly)  u prevodu leptir bomba, je Nemačke proizvodnje teške 2 kg. To je tip avio kasetne podmunicije koju su koristili Nemački avioni tokom Drugog svetskog rata. Ime je dobila po tome što je spoljna školjka metalna, tankog cilindričnog oblika i kada se aktivira na površini ima izgled velikog leptira . Dizajn je bio vrlo karakterističan i lako prepoznatljiv. SD 2 bombe su pakovane u kontejnere koji sadrže 6 do 108 bombica. Nazivi kontejnera koji nosi ovu podmuniciju su: AB 23 SD 2 i AB 250-3. Ovo je jedna od prvih kasetnih bombi sa eksplozivnim punjenjem koja je ikada korišćena u nekoj borbi i pokazalo se da predstavlja veoma efikasno oružje. Kontejneri koji su nosili bombe SD 2 dobili su nadimak (Devil's Eggs), što bi u slobodnom prevodu značilo Đavolova jaja.
M83  je kasetna bombica ili podmunicija kasetnog kontejnera M28 i M29, Američke proizvodnje napravljena još 1943. godine, a to je verna kopija Nemačke kasetne bombe SD-2 (Butterfly Bomb). Sa spoljne strane izgleda potpuno isto kao i Nemačka bomba, ali mala razlika je u načinu dejstva upaljača. Pre ove kasetne 1942. godine, napravljena je kasetna M28, a to je opet verna kopija Nemačke kasetne bombe SD-1, koja je bila teška 4,5 kg, a M29 ili njena verna kopija SD-2  je bila teška oko 2 kg. Da bi se razumelo kontejneri M28 i M29, nose bombicu tipa M83, samo je razlika u kilogramima bombice. Kontejner za kasetne M28 je bio težak oko 100 kg, a kontejner M29 je bio težak oko 230 kg. Prilikom mnogih testiranja ovih bombi dolazilo je do mnogih grešaka, otkaza pa čak i gubitaka aviona, zbog lošeg rešenja pri samom odbacivanju kasetnih bombi sa aviona. Neke slične probleme su imali i Nemci sa svojim bombama, naročito je to bilo izraženo u početnom stadijumu invazije na Sovjetski Savez, kada su u prvom napadu od 30 aviona izgubili 15, znači tačno polovinu svoje udarne grupe. Treba napomenuti, da ni jedan od tih aviona nije oboren, već su pali isključivo zbog nekih nedostataka i nekih grešaka pri ispuštanju kasetne bombe. Opis ove M83 je apsolutno isti kao i kod Nemačke kopije SD-2, jedina je razlika u dejstvu upaljača, gde će kasnije bite detaljnije objašnjeno.
Jedno razjašnjenje: pošto u mnogim časopisima da kažem nestručnim časopisima piše da je M82 kopija nemačke kasetne bombe SD-1, a da je M83 kopija od SD-2, što je i istina za ovu zadnju M83 bombicu. Bombica M82 jeste stvarno kasetna bomba smeštena u kontejner M27 koji nosi do 6 kasetnih bombi ovog tipe. Možda se malo meša zbog sličnog kontejnera M27 koji je težak blizu 240 kg., približno kao i M29, sa time što ovaj M27 kontejner nosi samo 6 kasetnih teških od po 40 kg. Takođe i ova bomba ima upaljač sa usporivačem vremena koji aktivira bombice 5 do 92 sekunde nakon ispuštanja iz aviona. A minimalna visina je 305 metara (1.000 stopa) kako bi se upaljači bombica aktivirali. Da konačno razjasnimo i pored nekih blagih sličnosti ova bombica nikako nije kopija nemačkih bombi, niti liči na leptir bombu.

## Opis kasetne bombe SD 2
Dizajn SD 2 kasetne avio-bombice je bio vrlo karakterističan i lako prepoznatljiv. Bombica je cilindričnog oblika dimenzija 9 cm je dužina, i  7,6 cm je prečnik. Bombica je težine 2 kilograma, eksplozivno punjenje je liveni TNT težine oko 225 grama. Čelični kabl dugačak je 121 mm i pričvršćen je preko vretena na aluminijski osigurač, ubačen je u džep sa osiguračima na strani bombe. Spoljna školjka bi bila sa šarkama otvorena kao dva polucilindra kada bi bila ispuštena. Krila na kraju su zakočena pod uglom prema protoku vazduha, a dok bomba pada vreteno se okreće suprotno od kretanja kazaljke na satu. Nakon što se vreteno okrenulo otprilike 10 puta (delimično se odmotavajući od bombe), unutar osigurača je ispuštao čep, koji je u potpunosti naoružao SD 2 bombu. Krila i vreteno za naoružavanje ostali su pričvršćeni za bombu nakon što se osigurač naoružao, dok se bomba spuštala prema zemlji. Leptir bomba ima eksplozivno punjenje koje se sastoji od 225 grama livenog Fullpulver - Amatol eksploziva, u korelaciji 60/40%. Pri eksploziji SD 2, gustina fragmentacije bila je 1 fragment po m² u radijusu od 8 metara od  eksplozije bombe na zemlji. Telo SD 2 je imalo oko 250 fragmenata mase preko 1 grama i još većeg broja lakših fragmenata. Fragmenti su uglavnom bili smrtonosni za bilo koga u krugu od 10 metara (33 ft) i mogli su da nanesu ozbiljne povrede. Telo leptir bombe (SD 2) je obično obojena žutom bojom (nešto kao pustinjska kamuflaža), kao i tamno zelenom, sivom ili crnom bojom. Ako je bomba obojena sivom bojom, na telu može imati žutu traku od 3/4 inča, i može imati 3 crvene pruge od 4 inča pod pravim uglom do žutih pruga na krilima. Pored date kombinacije boja, krila mogu biti i sivo obojena .
Leptir bombe imaju tri osigurača koji su napravljeni od aluminijuma i smešteni su transverzalno na obimu tela. Bomba je opremljena upaljačima Z (41) a to je udarni ili rasprskavajući (airburst), L.ZtZ (67) je tempirni 5-30 minuta i L.ZtZ (70) je protiv pomeranja. Princip dejstva: Nakon otvaranja kontejnera krilca bombice se otvaraju i rotiraju armirajuću osovinu čime armiraju upaljač.
Z (41) upaljač- ima spoljašnji preklopnik sa dve vrste postavke. Postavka "Zeit" (vreme) detoniraće bombu u vazduhu, otprilike za 5 sekundi nakon naoružavanja. Postavka „AZ“ (udar) aktivira detonaciju kada bomba padne na zemlju. Upaljač je aktiviran ako su na dnu vretena za aktiviranje vidljiva 4 navoja. Ovaj upaljač je veoma osetljiv na pomeranje ako je prekidač za selektor postavljen na "Zeit" a bomba do tada nije eksplodirala. Specifično podešavanje prekidača bilo kog tipa 41 upaljača je jasno vidljivo sa njegove spoljne strane.
L.ZtZ (67) upaljač– ima kašnjenje u satu početka rada ove bombice. Vreme detonacije može se podesiti između 5 i 30 minuta nakon naoružavanja u vazduhu. Ovaj upaljač takođe poseduje spoljašnji preklopni prekidač za udarnu detonaciju. Specifično podešavanje prekidača bilo kog tipa 67 osigurača je jasno vidljivo sa njegove spoljne strane.
L.ZtZ (70) upaljač- uređaj protiv rukovanja bombicom (tj. Zamka za pomeranje) pokrenuće detonaciju ako se bomba pomeri nakon udara o tlo. Osigurač je aktiviran ako su na dnu vretena za aktiviranje vidljiva 3 navoja.
Leptir bombe u kontejneru, mogle bi da sadrže mešavinu različitih upaljača kojim bi se što više otežalo uništavanje ovih kasetnih bombica. Pored toga, kada je montiran jedan tip upaljača sa dve radne funkcije (npr. Tip 41), tako da bombice u kontejneru mogu imati jedno ili dva podešavanja upaljača. Takođe su postojale verzije upaljača kao što su 41A, 41B, 70B1, 70B2, itd. Ove varijante nebi posebno obrađivao, veoma je mala razlika a deluju identično kao i prethodne.

## Opis kasetne bombe M83
Impresionirani efikasnošću Nemačke kasetne SD-2, SAD su je kopirali i nazvali je M83. Nakon brojnih testova američka vojska je usvojila projekat kasetne bombe sa tri različite vrste upaljača (M129 – deluje na udar, M130 – ima dugo vremensko odlaganje i M131 – na pomeranje to jest (Zamka za pomeranje)). Iako je 1943. godine počela proizvodnja ovih bombica, ipak se testiranje ove kasetne nastavilo i tokom leta 1945. U početku nisu mogli stručnjaci da reše problem preranog otvaranja kasetne nakon puštanja sa aviona, gde su se piloti žalili da se dešavaju eksplozije bombi bliže avionu nego što bi trebalo. Tako da je u tim testovima izgubljeno nekoliko aviona. Shodno svemu tome, zbog svih tih problema, bombica M83 je jako malo upotrebljavana tokom Drugog svetskog rata. Kada su to konačno popravili Amerikanci su to iskoristili u ratovima sa Severnom Korejom i Vijetnamom, gde su bacili ogromnu količinu tih bombica.
Podmunicija M83 je teška 1,8 kilograma (4 funte), ima cilindrično telo, dužine 3,25ʺ. Podmunicija ima dve konusne polu cilindrične stranice sa aktiviranom oprugom. Bočne stranice i krajevi savijaju se prema dole preko tela kada su već bombica pala na zemlju. Bombica M83 je napunjena sa oko 200 grama (7 unci) eksploziva TNT-a i spojeno je sa upaljačima M129, M130 ili M131, koji je pričvršćen na sklop kabla. Ova M83 podmunicije se pakuje u (CBU) kontejnere M28 od 45 kg. (100 lbs) ili u M29 od 230 kg (510 lb)
.
M28 CBU kontejner teži oko 45 kilograma, gde se nalazi 24 M83 podmunicije. Upaljač M111A2 za sam kontejner M28 isporučuje se odvojeno i instalira se pre nego što se M28 postavi na avion.
M29 CBU kontejner teži oko 230 kilograma gde se nalazi 90 M83 podmunicije, koje se isporučuju odvojeno od CBU kontejnera i CBU upaljača. Ima 9 sekcija sa po 10 vezanih M83 bombice, sve spojene sa istom vrstom upaljača tako da se dodiruju stranice kutije i krajevi kućišta. Svaka sekcija povezana je metalnom trakom i upakovana je u ravnu metalnu posudu. Devet sekcija je potrebno da bi se popunila M29 kasetna bomba. Svaka željena kombinacija postavljanja se dobija promenom konfiguracije upaljača koja je povezana sa svakom pločicom.
Otvaranje kasetnog kontejnera M28 i M29 CBU kontroliše mehanički vremenski upaljač M111A2 koji se može unapred podesiti za aktiviranje u izabrano vreme između 5 i 92 sekunde. Kada se bomba pusti iz aviona, naoružana žica se izvlači iz osigurača koji omogućava da se lopatice okreću. Kada istekne prethodno podešeno vreme, osigurač deluje nabojem punjenja unutar CBU-a i na taj način se otvara poklopac kontejnera kasetne i omogućava se ispaljivanju M83 podmunicije. CBU-ovi se spuštaju na nadmorskoj visini između 600-1500 metara (2.000-5.000 stopa) sa podešavanjem upaljača, obično između 5 i 8 sekundi. Kada je ovako raspoređen raspon visine, onda prosečan pad pre otvaranja kasetnog kontejnera je približno 150 stopa.
Upaljači se malo razlikuju od originalnih nemačkih. Evo ispod primera kako se aktiviraju Američki upaljači.
M129  – vazdušni eksploziv ili udarni osigurač. Da pojasnim detonacija se dešava u vazduhu 2,5 sekunde nakon naoružavanja. Detonacija na udar bila bi trenutna. Postavka osigurača jasno je označena na spoljnoj strani i bila bi odabrana od strane zemaljske posade.
M130  - osigurava vreme s odgađanjem dejstva eksplozije od 10, 20, 30, 40, 50 ili 60 minuta. Nema oznaka vremena na samom upaljaču, ali to je prepoznatljivo u izgledu kvadrata za naoružanje vretena.
M131  - osigurač protiv demontaže bombice. Detonacija se dešava čim se pomeri bombica. Nema oznaka, ali prepoznatljivo je po šestorokrakom obliku za okretanje vretena. Ovaj upaljač je najčešće korišćen u američkim kasetnim bombama M28 i M29.

## Demontiranje i uništavanje SD 2 i M83 kasetnih bombi
Kao i kod modernijih kasetnih bombi, nije se smatralo praktičnim da se demontiraju leptir bombe koje su se u potpunosti naoružale, nego preporuka je bila da se na licu mesta, bez diranja odmah uništavaju. Razlog je bio taj što su upaljači SD 2, kao i na M83 namenski su dizajnirani tako da su izuzetno opasni za bezbednost ljudi kada su bombice potpuno naoružane. Umesto toga, standardni postupak za uništavanje svake neeksplodirane bombe SD 2 bio je da se evakuiše područje tokom najmanje 30 minuta (u slučaju da je bomba postavljena sa upaljačem vremenskog odlaganja tipa 67), a zatim je okružite prstenom vreća sa peskom i uništite je stavljajući veoma malu količinu eksploziva na bombicu. Druga rešenja bila su pričvršćivanje duge žice za bombu i nakon prikrivanja povučete žicu i tako je detonirate ili za bombice u nenaseljenim područjima pucate na njih puškom sa sigurne udaljenosti (tako je pisalo u zvaničnim uputstvima). Ove bombice su opasne i decenijama posle njihovog korišćenja, tako da imamo primere iz Vijetnama i Laosa gde ima i dan danas veliki broj nastradalih od kasetnih. Zato je i preporuka da se te kasetne iako stare više decenija ni slučajno ne diraju, nego da se unište na licu mesta. U nekom od Američkih priručnika se upozorava da se ne upotrebljavaju upaljači M131 u oblastima za koje se očekuje da će Američke trupe napadati ili zauzimati neprijateljsku teritoriju, onda bi te kasetne predstavljale potencijalnu opasnost za svoje kao i za prijateljske snage.

## Korišćenje kasetnih bombi SD 2 u konfliktima
Leptir-bombe su prvi put korišćene protiv Ipsviča 1940. godine, pa su takođe bačene i na Kingston upon Hill, Grimsbi i Cleethorpes u Velikoj Britaniji u junu 1943.godine. Potpukovnik Erik Vakeling vodio je grupu za uklanjanje neeksplodiranih ubojnih sredstava u Grimsbiju u sklopu Royal Engineersa. Britanska vlada je namerno potisnula vest o šteti leptir bombi SD 2, kako bi izbegli da ohrabre Nemce da i dalje upotrebljavaju ove bombice. Dana 28. oktobra 1940. godine, tehničari naoružanja britanske vojske, na čelu sa narednikom Kanom i drugim poručnikom Tejlorom u Ipsviču su pronašli kasetne bombice tipa SD 2 i odlučili su da razoružaju te bombice, a ne da ih unište na licu mesta, kako to pravila nalažu. Oni su uvlačenjem žičica u osigurače uspeli da onesposobe kasetnu bombicu i omogućili su Britanskoj vojsci (to jest njihovoj inženjeriji), da unaprede svoja znanja i da razumeju kako deluje mehanizam okidanja upaljača.
Takođe su ove SD 2 bombice korišćene i protiv savezničkih snaga na Bliskom istoku, kao i tokom Nemačke invazije na Sovjetski Savez, koji je počeo 22. juna 1941. godine. Nemački vojni vrh je odabrao 20 do 30 aviona koji će da učestvuju u napadima na ključne sovjetske aerodrome sa kasetnim bombicama SD 2 i SD 10s (10 kg), tako da su raspoređeni u grupama, gde bi po tri aviona letela na po jedan od tih ciljeva. Svrha ovih ranih napada bila je da izazovu poremećaje i zbrku kao i uništenje sovjetskih aviona sve dok se glavni napad ne pokrene. Tada su Nemci izgubili 15 aviona zbog nesreća prilikom ispuštanja tih bombica sa aviona, a to je gotovo polovinu ukupnih gubitaka Luftwaffea tog dana. Mesečna potrošnja Luftwaffe-a sa korišćenjem bombica SD 2, je bila u leto 1941. godine 289.000, da bi u julu 1943. porasla na 436.000 i već u avgustu 1943. bilo je oko 520.000. Ovo povećanje nije bilo ni približno dovoljno da udovolji zahtevima višeg rukovodstva Luftwaffea.
Kontejner AB 250-2 može nositi 144 SD 2 protivpešadijske, ili 30 protivoklopne SD-4 podmunicije, dok je AB 250-3 mogao nositi 108 SD 2s. AB 250 su najčešće nosili avioni iz serije Focke-Wulf Fw 190 F / G, ali u praksi su ih mogle podizati različite letelice, uključujući i Me 262.
Posljednja zabeležena smrt u Velikoj Britaniji od nemačke leptir bombe u Engleskoj dogodila se 27. novembra 1956. godine, znači 11 godina nakon završetka rata: Potporučnik Herbert Denning iz RAF-a je ispitivao SD 2 bombicu, kada je SD 2 bombica eksplodirala (tu se odvijala eksperimentalna i istraživačka radnja na uklanjanju eksplozivnih sredstava). Umro je u bolnici Oldchurch istog dana od zadobijenih povreda od šrapnela.
Na ostrvu Malta 1981. godine Paul Gauči, 41-godišnji Maltežanin, je pokušao da zavari leptir bombe na metalnu cev svoje ograde, smatrajući da je to bezazlena limenka i nastradao je posle detonacije te bombice. Posljednji zabeleženi slučaj nalaženja takve bombe bio je 28. oktobra 2009. godine, i to se takođe desilo na Malti gde je 11-godišnji dečak u jednoj dolini blizu aerodroma pronašao ovu bombicu gde su na licu mesta sigurno uništile oružane snage Malte.
U bivšoj Jugoslaviji, a sadašnjoj BiH je na Nišićkoj visoravni nedaleko od Sarajeva pronađena je Nemačka kasetna SD 2 (Butterfly) iz drugog svetskog rata.

## Korišćenje kasetnih bombi M83 u konfliktima
Pošto su ove kasetne M83 napravljene tek 1943. godine, samim tim jako malo upotrebe ove kasetne je bilo tokom Drugog svetskog rata.
1939-1945: Nema pouzdanih podataka da su baš ove kasetne Amerikanci koristili za vreme Drugog svetskog rata, ima podatak za druge da su koristili kao na primer pronađena je AN M41A1 20lbs Frag u mestu Gornaci kod Mostara, samim tim je tu i bačena tokom drugog svetskog rata. Sumnja se da je i M83 korišćenja u drugom svetskom ratu, tokom nekih većih akcija ali nema pouzdanih podataka za ovo.
1950-1953: Na korejskom poluostrvu izbio je rat između Severne i Južne Koreje. U tom ratu Južnoj Koreji je pomoć pružala prevashodno Amerika  kao i 21 zemlja Ujedinjenih Nacija. Američka vojska je u tom ratu koristila kontejnere kasetne bombe tipa M28 i M29, a u kontejneru su smeštene bombice tipa M-83 koja je verna kopija Nemačke bombe SD1 i SD 2 koje su korišćene još u Drugom svetskom ratu. Američka armija je sa ovim kasetnima M83 zasipala glavne puteve u Koreju radi sprečavanja snabdevanja protivničkih trupa, to je bilo danonoćno zasipanje tih puteva.
1964-1975: U Kambodži, Laosu, Vijetnamu  i Tajlandu američke snage su upotrebile ogromnu količinu kasetne municije. Prema nekim procenama na svetskom nivou, Laos je jedna od zemalja koja su najviše nastradale. Tamo je bačeno preko 414.000 kasetnih bombi koje su sadržale oko 270 miliona kasetnih bombica a prema izveštajima, oko trećina tih bombica nije odmah eksplodirala. Prema nekim procenama iz 2011. godine ostalo je još oko 26 miliona neeksplodirane kasetne municije za čišćenje. Prema grubim procenama, samo jedna desetina od ukupne kontaminirane površine zemljišta koje je ostalo za čišćenje je oko 8.750 km², a ukupna površina je oko 38% teritorije u Laosu. Kontaminiranost onemogućava obradu zemljišta, razvoj regionalne ekonomije i predstavlja životnu opasnost za desetine hiljada meštana. Timovi za čišćenje u Laosu su pronašli 19 različitih tipova kasetnih bombi. Prema zvaničnim podacima ubijeno ili ranjeno je više od 11.000 osoba, a od tog broja 30% su deca. Jedna od procena američke vojne baze podataka je da je tokom 9.500 letova u Kambodži bačeno oko 87.000 avio kasetnih bombi, koje su sadržale preko 26 miliona bombica, uglavnom u istočnim i severoistočnim delovima zemlje, koji se graniče sa Laosom i Vijetnamom. Tamo je prema procenama ostalo između 2 i 5,8 miliona neeksplodiranih kasetnih bombica, a broj žrtava, pošto ne postoje pouzdani podaci, procenjen je na više od 5.000. Ostaci od kasetnih bombi koji su pronađeni su: M83, BLU-24, BLU-26, BLU-36, BLU-42, BLU-43, BLU-49, kao i BLU-61. U Vijetnamu je bačeno preko 296.000 kasetnih bombi, koje sadrže oko 97 miliona bombica, a prema nezvaničnim informacijama vojnih stručnjaka, ako bi se čišćenje kontaminiranih teritorija odvijalo ovim tempom kojim oni rade, bilo bi završeno za oko 300 godina. Prema nekim izveštajima iz Vijetnama oko 300 osoba svake godine strada od kasetnih bombi, međutim procenjuje se da je ukupan broj žrtava preko 34.000. Pronađeno je 15 različitih tipova kasetne municije koje su SAD koristile a kontaminirano je 64 provincija i gradova, uključujući Hajfong, Hanoj, Ho Ši Min, i Vin. Najviše kontaminirana područja su u tri provincije: Kvang Binj, Kvang Nam, i Tija Tijen - Hue. Na Tajlandu je 2010. godine istraživanje pokazalo da je od neeksplodirane kasetne municije SAD MK-118, koje datira još od Vijetnamskom rata, kontaminirano oko 315.000 m² zemljišta u Fakta okrugu na severu pokrajine Utaradit. Kasetna municija je očigledno bila bačena kada su se avioni SAD vraćali u svoje baze na Tajlandu posle bombardovanja Vijetnama i Laosa.

## Galerija slika
- Fotografija SD-a za obuku civilne zaštite.
- Dozator municije AB 23.
- Dozator municije AB 24T.
- Dozator municije AB 70-3.
- Dozator municije AB 250-1.
- Dozator municije AB 250-3.

## Spoljašnje veze
- Opis M83, ovo je američka kopija nemačke bombice SD-2
- Dodatna fotografija leptir bombe
- Javno upozorenje britanske vlade zbog opasnosti leptir bombe на веб-сајту
- "Leptir bomba", Biro mornaričkog osoblja, Odeljenje mornarice, Washington DC, 1944. godine.
- Dokument Američke mornarice o kasetnim bombama M28 i M29